# Monophyllus
Monophyllus is een geslacht van zoogdieren uit de familie van de bladneusvleermuizen van de Nieuwe Wereld (Phyllostomidae). De wetenschappelijke naam van het geslacht werd in 1821 gepubliceerd door William Elford Leach.

## Soorten
Er worden 2 soorten in dit geslacht geplaatst:
- Monophyllus plethodon G. S. Miller, 1900
- Monophyllus redmani Leach, 1821